# Fisetèrids
Els fisetèrids (Physeteridae) són una família de cetacis del subordre dels odontocets (cetacis amb dents). Tot i que la família conté molts gèneres fòssils, només en conté un de vivent avui en dia, el catxalot (Physeter). Anteriorment també contenia els cetacis vivents del gènere Kogia, que actualment són classificats en una família pròpia.